# San José Ojetenam
San José Ojetenam ist ein Dorf und ein Municipio im Departamento San Marcos in Guatemala. Der Ort liegt rund 320 km nordwestlich von Guatemala-Stadt und etwa 60 km nordwestlich der Departamentshauptstadt San Marcos im Hochland der Sierra Madre auf 3050 Metern Höhe.
San José Ojetenam ist von San Marcos aus über eine Landstraße zu erreichen, die östlich des Vulkans Tajumulco über La Grandeza, Serchil und Ixchiguán in den abgelegenen Norden des Departamentos führt. Mit 37 km² ist es eines der kleinsten Municipios des Departamentos. Von den rund 20.000 Einwohnern leben etwa 4000 im Hauptort, der Rest in den Landgemeinden (Aldeas) Choanla, Esquipulas, Ojetenam, Pabolaj, San Fernando, San Rafael Yguil, Santa Cruz Buena Vista und in über 60 Weilern. Wie in anderen abgelegenen Bergregionen Guatemalas ist auch hier Subsistenzwirtschaft die Regel, hinzu kommen die Rücküberweisungen von Migranten.
Das Municipio wurde am 23. August 1848 am Ort der heutigen Aldea Ojetenam (Mam: „Alter Ort“) gegründet, dann aber wegen Erdrutschen nach Ixjoyon verlegt, wo es sich unter dem Namen San José Ojetenam noch heute befindet. 1936 löste man das Municipio auf und gliederte das Gebiet dem benachbarten Ixchiguán ein. Am 21. Juni 1946 wurde das Municipio wieder errichtet.
Angrenzende Municipios sind Concepción Tutuapa im Osten, Tejutla im Südosten, Ixchiguán im Süden, Tacaná im Westen sowie das Municipio Tectitán im Norden, welches bereits zum benachbarten Departamento Huehuetenango gehört.